# T-72M2
T-72M2 je slovenská modernizovaná verze tanku T-72. Projekt spočíval ve vylepšení předešlé modernizované československé verze tanku T-72M1. Vývoj vyústil ve vytvoření jednoho prototypu prezentovaného na vícerých vojenských výstavách. Výsledný produkt však nebyl nikdy sériově vyráběný, když Ministerstvo obrany Slovenské republiky upustilo od modernizace tankových vojsk.

## Technické údaje
T-72M2E je hlavní bojový tank s trojčlennou posádkou (řidič, velitel, střelec). Vyzbrojený je automaticky nabíjeným 125mm kanónem 2A46MS s hladkou hlavní s dvouosým stabilizátorem. S kanónem je spřažený kulomet kalibru 7,62 mm. Sekundární výzbroj, určenou k obraně před nízkoletícími letouny a vrtulníky, představuje 30mm kanón 2A42. Původní projekt počítal s instalací dvou automatických kanónů Oerlikon KAA kalibru 20 mm po stranách věže. Vybavení tanku bylo doplněné o nově instalovaný panoramatický zaměřovač SFIM MVS 580 pro velitele tanku, termální zaměřovač pro střelce TIGS a noční pasívní pozorovací přístroj řidiče PNK-72. Kromě pasívního pancéřování je tank vybavený i modernizovaným dynamickým pancéřováním čelní části korby, boků a věže typu DYNAS. Ochranu zvyšuje také detektor laserového ozáření LIRD-1. Pasívní ochrana zahrnuje ochranu proti účinkům zbraní hromadného ničení. Ochranu posádky zvyšuje instalace modernizovaných hasicích a protipožárních zařízení v prostoru posádky i motorové části. Bezpečnost řidiče zvyšuje nové uchycení jeho sedadla ze stropu korby (oproti předešlému pevnému uchycení přímo na podlaze), což spolu se změnou geometrie dna korby zvyšuje pohodlí a ochranu řidiče před účinky protitankových min.